# 벨레스시

벨레스 시의 위치

벨레스시(마케도니아어: Општина Велес)는 마케도니아 공화국 중부에 위치한 지방 자치체로 행정 중심지는 벨레스이며 면적은 427.45km2, 인구는 55,108명(2002년 기준)이다. 서쪽으로는 차슈카 시와 젤레니코보 시, 북쪽으로는 페트로베츠 시, 동쪽으로는 그라드스코 시, 로조보 시, 스베티니콜레 시와 접한다.